# خاکی بیگ
خاکی بیگ، روستایی از توابع بخش کرفتو شهرستان دیواندره در استان کردستان ایران است.
این روستا دارای یک تپه باستانی به اسم چاووک است که در کنار چشمه اصلی تأمین‌کننده آب آشامیدنی و کشاورزی قرار دارد.دارای مردم متدین وانقلابی وجذابترین روستا در اوباتومی‌باشد.

## جمعیت
این روستا در دهستان اوباتو قرار دارد و براساس سرشماری مرکز آمار ایران در سال ۱۳۸۵، جمعیت آن ۴۲۱ نفر (۸۲خانوار) بوده‌است.